# Afronurus panayensis
Afronurus panayensis is een haft uit de familie Heptageniidae. De wetenschappelijke naam van de soort is voor het eerst geldig gepubliceerd in 2011 door Dietrich Braasch.
De soort komt voor in het Oriëntaals gebied. Het holotype werd in 1995 verzameld in San Vincente, een barangay in Culasi op het Filipijnse eiland Panay, op 400 m hoogte.